# Imma Prieto
Imma Prieto (Vilafranca del Penedès, 1975) és una curadora d'art, historiadora i escriptora catalana. Des de l'any 2023 és la directora del Museu Tàpies. Anteriorment va ser directora d'Es Baluard Museu d'Art Contemporani de Palma.

## Trajectòria
Va estudiar història de l'art a la Universitat de Girona, i va completar els seus estudis al Cooper Union for the Advancement of Science and Art (Nova York), sota la tutela de Dore Ashton, i a la New York University, sota la tutela d'André Lepecki.
Ha estat docent en l'àmbit universitari durant més de quinze anys, de forma estable amb l'EU-ERAM de la Universitat de Girona i amb col·laboracions puntuals en màsters i postgraus de la Universitat de Barcelona, la Universitat Ramon Llull o la Universitat de Cuenca (Equador). Ha estat mànager del grup de recerca europeu ELAA (European Live Art Archive 2008-2012), format per la Universitat de Girona, la Universitat d'Oxford i la residència d'artistes Glaugair de Berlín.
Al llarg de la seva trajectòria ha comissariat múltiples exposicions dins de l'àmbit nacional i internacional. La seva pràctica professional es desenvolupa a partir d'un diàleg entre investigació, escriptura i comissariat, i ha col·laborat amb artistes de reconeguda trajectòria professional com: Fluxus, Martha Rosler, Jimmie Durham, Anri Sala, Dan Perjovschi, Teresa Margolles, Daniel García Andújar, Antoni Muntadas, Antoni Miralda, el col·lectiu de dansa Mal Pelo o Jordi Colomer, entre d'altres. Col·labora assíduament en diferents catàlegs, llibres d'investigació i mitjans de comunicació especialitzats com el suplement Cultura/s de La Vanguardia (2004-2018) i en les plataformes digitals A*Desk i Campo de Relámpagos. L'any 2017 va realitzar el seu primer documental, «Eco de Primera Mort», en què la pràctica cinematogràfica es pensa des de l'escriptura i la investigació. En 2018 li van atorgar el Premi Internacional a la crítica d'Art GAC.

## Exposicions
Dins de les seves exposicions col·lectives destaquen: Video(S)torias (Artium, 2010), Prophetia (Fundació Joan Miró, Barcelona, 2015), Beyond the Tropics (Palazzo Ca’Tron, dins del context de la 56 Biennal de Venècia (2015), Liberxina (MNAC, 2019) o Umbral (Espai públic en Barcelona, 2019). Com a comissària ha desenvolupat projectes en centres de l'àmbit internacional com TEMP Art Space (Nova York), Palazzo Ca'Tron, dins del marc de la Biennal de Venècia, MUCA (Roma Ciudad de México DF), Biennal del Istmo Centroamericano (Guatemala), Museo Nacional de Arte Pumapungo en Cuenca (Equador) i, en àmbit nacional, en el Museu Nacional d'Art de Catalunya, Fundació Joan Miró (Barcelona), Fàbrica de Creació Fabra i Coats, La Virreina Centre de la Imatge, Fundació Vilacasas, Arts Santa Mònica, Museo Extremeño e Iberoamericano de Arte Contemporáneo, TEA Tenerife Espacio de las Artes, Artium i el Bòlit Centre d'Art Contemporani de Girona, entre d'altres.